# Чемпіонат Європи з шосейного бігу 2025
Перший в історії чемпіонат Європи з шосейного бігу 2025 був проведений 12-13 квітня у Бельгії.
Містами-господарями змагань стали Брюссель та Левен.
Програма чемпіонату включала три дисципліни шосейного бігу — біг на 10 кілометрів, напівмарафон та марафонський біг, — у яких змагалися атлети дорослої вікової категорії. У кожній дисципліні чоловіки та жінки розігрували по два комплекти нагород — в особистому та командному заліку. Забіг у кожній дисципліні мав статус «змішаного» — передбачав одночасну участь чоловіків та жінок.
Траси забігів на 10 кілометрів та напівмарафону були прокладені вулицями Левена, а марафонська дистанція простягалася від Брюсселя (старт) до Левена (фініш).

## Призери

### Чоловіки

#### Особиста першість
| Першість      | Золото                 | Золото  | Срібло                       | Срібло  | Бронза                   | Бронза  |
| ------------- | ---------------------- | ------- | ---------------------------- | ------- | ------------------------ | ------- |
| 10 кілометрів | Янн Шрюб Франція       | 27.36   | Етьєн Дагінос Франція        | 27.47   | Айзек Кімелі Бельгія     | 27.58   |
| Напівмарафон  | Джиммі Грессьє Франція | 59.45   | Авет Нфталем Кібраб Норвегія | 1:01.08 | Валентин Гондуан Франція | 1:01.54 |
| Марафон       | Іліасс Ауані Італія    | 2:09.05 | Гашау Аяле Ізраїль           | 2:09.08 | Мару Тефері Ізраїль      | 2:09.17 |

#### Командна першість
| Першість      | Золото | Золото  | Срібло | Срібло  | Бронза | Бронза  |
| ------------- | --- | ------- | --- | ------- | --- | ------- |
| 10 кілометрів | Франція Янн Шрюб (27.37) · Етьєн Дагінос (27.46) · Фаб'єн Палько (28.05) · Сімон Бедар · Баптіст Гійон ·                          | 1:23.28 | Іспанія Хесус Рамос (28:07) Хуан Антоніо Перес (28.16) Іліас Фіфа (28.32)                                                   | 1:24.55 | Бельгія Айзек Кімелі (27.58) · Клеман Дефляндр (28.39) · Арно Делі (28.45) · Сандер Веркаутерен · Марко Вандерпортен · Ноа Конте · | 1:25.22 |
| Напівмарафон  | Франція Джиммі Грессьє (59.45) · Валентин Гондуан (1:01.54) · Бастьєн Огусто (1:02.58) · Рафаель Монтойя ·                        | 3:04.38 | Іспанія Хорхе Бланко (1:02.29) Карлос Майо (1:02.30) Хав'єр Гуерра (1:02.31) Хорхе Гонсалес Нассім Ассаус Пабло Санчес      | 3:07.30 | Італія Йоганнес К'яппінеллі (1:02.11) Ахмед Ухда (1:02.58) Ксав'є Шевріє (1:03.33) Паскуале Сельвароло Альберто Мондацці           | 3:08.42 |
| Марафон       | Ізраїль Гашау Аяле (2:09.08) · Мару Тефері (2:09.17) · Хаймро Аламе (2:09.27) · Букаяве Маледе · Годадеу Белачеу · Їтаєу Абухай · | 6:27.52 | Бельгія Дор'ян Бульвен (2:11.43) Томас де Бок (2:12.03) Йохан Зарадцькі (2:14.53) Сімон Местдаг Натан Севенуа Йоріс Кеппенс | 6:38.39 | Туреччина Ільхам Озбілен (2:10.26) Каан Озбілен (2:13.50) Гюсеїн Джан (2:15.01)                                                    | 6:39.17 |

### Жінки

#### Особиста першість
| Першість      | Золото                    | Золото  | Срібло                | Срібло  | Бронза                | Бронза  |
| ------------- | ------------------------- | ------- | --------------------- | ------- | --------------------- | ------- |
| 10 кілометрів | Надя Баттоклетті Італія   | 31.10   | Ева Дітеріх Німеччина | 31.25   | Клара Лукан Словенія  | 31.26   |
| Напівмарафон  | Клое Ерб'є Бельгія        | 1:10.43 | Жульєт Тома Бельгія   | 1:10.57 | Сара Нестола Італія   | 1:11.26 |
| Марафон       | Фатіма Уадду Нафі Іспанія | 2:27.14 | Махіда Маюф Іспанія   | 2:27.41 | Лона Салпетер Ізраїль | 2:28.01 |

#### Командна першість
| Першість      | Золото | Золото  | Срібло                                                                                       | Срібло  | Бронза | Бронза  |
| ------------- | --- | ------- | -------------------------------------------------------------------------------------------- | ------- | --- | ------- |
| 10 кілометрів | Італія Надя Баттоклетті (31.10) · Софія Яремчук (31.39) · Валентина Джеметто (31.44) · Еліза Пальмеро · Федеріка дель Буоно · Гая Коллі · | 1:34.33 | Німеччина Ева Дітеріх (31.25) · Елена Буркард (31.52) · Ліза Меркель (32.21) ·               | 1:35.38 | Франція Мекдес Вольду (31.43) Леоні Перйо (32.11) Од Клав'є (32.34) Селія Табе Коралін Маамурі                                | 1:36.28 |
| Напівмарафон  | Бельгія Клое Ерб'є (1:10.43) · Жульєт Тома (1:10.57) · Вікторія Варпі (1:13.19) · Амелі Біян · Жольєн Дені · Малеєва Матейс ·             | 3:35.00 | Італія Сара Нестола (1:11.26) · Ребекка Лонедо (1:12.43) · Ніколь Светлана Рейна (1:14.11) · | 3:38.21 | Іспанія Мерічель Солер (1:11.39) Марія Хосе Перес (1:12.52) Ікрам Рарсалла (1:14.35)                                          | 3:39.07 |
| Марафон       | Іспанія Фатіма Уадду Нафі (2:27.14) · Махіда Маюф (2:27.41) · Естер Наваррете (2:29.49) ·                                                 | 7:24.44 | Ізраїль Лона Салпетер (2:28.01) · Маор Тіюрі (2:28.01) · Гелен Вольфсон (2:44.16) ·          | 7:40.18 | Бельгія Ханне Вербрюгген (2:35.40) Кім Гейпен (2:42.00) Амелі Соссез (2:43.57) Валентін Маті Ханна Ванденбуше Карен ван Пруєн | 8:01.37 |

## Медальний залік
| Місце               | Країна              | Золото | Срібло | Бронза | Загалом |
| ------------------- | ------------------- | ------ | ------ | ------ | ------- |
| 1                   | Франція             | 4      | 1      | 2      | 7       |
| 2                   | Італія              | 3      | 1      | 2      | 6       |
| 3                   | Іспанія             | 2      | 3      | 1      | 6       |
| 4                   | Бельгія             | 2      | 2      | 3      | 7       |
| 5                   | Ізраїль             | 1      | 2      | 2      | 5       |
| 6                   | Німеччина           | 0      | 2      | 0      | 2       |
| 7                   | Норвегія            | 0      | 1      | 0      | 1       |
| 8                   | Словенія            | 0      | 0      | 1      | 1       |
| 8                   | Туреччина           | 0      | 0      | 1      | 1       |
| Загалом (9 збірних) | Загалом (9 збірних) | 12     | 12     | 12     | 36      |

## Відеозвіти
- День 1 (напівмарафон) на YouTube
- День 1 (10 км та марафон) на YouTube

## Виступ українців
У чемпіонаті Європи збірна України була представлена вісьмома спортсменами.
У командному заліку з напівмарафону українки посіли 6 місце — 3:46.33.
| Чоловіки (3) | Чоловіки (3)           | Чоловіки (3) | Чоловіки (3) |
| Місце        | Атлет                  | Дисципліна   | Результат    |
| ------------ | ---------------------- | ------------ | ------------ |
|              | Микола Нижник          | напівмарафон | 1:04.42      |
|              | Олександр Мірошниченко | марафон      | 2:53.32      |
|              | Андрій Атаманюк        | 10 км        | 31.50        |

| Жінки (5) | Жінки (5)       | Жінки (5)    | Жінки (5) |
| Місце     | Атлетка         | Дисципліна   | Результат |
| --------- | --------------- | ------------ | --------- |
|           | Марія Мазуренко | напівмарафон | 1:11.51   |
|           | Ольга Нижник    | напівмарафон | 1:12.45   |
|           | Іванна Мельник  | марафон      | 2:53.32   |
|           | Дарина Омарова  | напівмарафон | 1:21.57   |
|           | Вікторія Шкурко | 10 км        | 33.37     |